# The Jackal (film)
The Jackal is een Amerikaanse actie-thrillerfilm uit 1997, geregisseerd en deels geproduceerd door Michael Caton-Jones. De hoofdrollen worden vertolkt door Bruce Willis, Richard Gere, Diane Venora en Sidney Poitier.
De film is in grote lijnen een remake van de film The Day of the Jackal uit 1973, en net als die film gebaseerd op de roman De dag van de jakhals van Frederick Forsyth.

## Verhaal
Een gezamenlijke operatie tussen de Amerikaanse FBI en de Russische MVD in Moskou leidt tot de moord op Ghazzi Murad, de jongere broer van de Azerbeidzjaanse maffiabaas Terek Murad. Als vergelding huurt Murad een ex-KGB-agent in, een internationale huurmoordenaar die onder de codenaam "de Jakhals" opereert, om een onbekende vooraanstaande Amerikaan te vermoorden voor 70 miljoen dollar. Twee weken later arresteert en ondervraagt de MVD in Porvoo, Finland, één van Murads handlangers, Viktor Politovsky, en ontdekt het complot. Het verhoor, samen met de teruggevonden documenten, leidt ertoe dat de FBI en de MVD vermoeden dat FBI-directeur Donald Brown het beoogde doelwit is.
Met behulp van een reeks vermommingen en gestolen of vervalste identiteitsbewijzen bereidt de Jakhals zich voor op de moordpoging. FBI-adjunct-directeur Carter Preston en Russische politiemajoor Valentina Koslova wenden zich tot de gevangengenomen IRA-sluipschutter Declan Mulqueen voor hulp. Ze geloven dat zijn voormalige geliefde, een voormalige ETA-militante en voortvluchtige genaamd Isabella Zancona, de Jakhals kan identificeren. Mulqueen onthult dat hij de Jakhals kent en stemt ermee in om te helpen in ruil voor zijn vrijlating, evenals het Amerikaanse staatsburgerschap en een veilige haven voor Zancona. Mulqueen en Zancona willen wraak op de Jakhals nadat hij haar in Libië verwondde en ervoor zorgde dat ze een miskraam kreeg van hun ongeboren kind. Isabella, inmiddels getrouwd, geeft informatie om de Jakhals te identificeren, waaronder dat hij een veteraan is van de United States Army Special Forces met gevechtservaring die hij kreeg tijdens zijn stationering in El Salvador, en beschrijft hem als een sociopaat zonder emoties. Isabella stopt Mulqueen discreet een sleutel toe van een dropbox met een nieuw paspoort en 10.000 dollar contant geld om terug te keren naar Ierland. Preston had Mulqueen echter eerder gewaarschuwd dat als hij ooit zou ontsnappen, weigerde mee te werken of als een IRA-team hem zou proberen te redden, hij zou worden neergeschoten.
Ondertussen, wanneer de Jakhals in Montréal aankomt om een groot kaliber wapen op te halen, meldt een contactpersoon hem dat kapers het wapen achtervolgen. De Jakhals doodt een kaper met een extreem giftige chemische stof en ontwijkt de anderen. Hij huurt vervolgens Ian Lamont in, een monteur en kleine schurk, om een controle-frame voor het wapen te bouwen. De Jakhals eist dat alle ontwerpspecificaties aan hem worden overhandigd en hij eist ook dat Lamont volledig in vertrouwen handelt. Wanneer Lamont meer geld probeert af te persen, doodt de Jakhals hem tijdens een live-vuurtest van het wapen. De FBI ontdekt Lamonts overblijfselen en bewijs dat de Jakhals van plan is om een zwaar machinegeweer met een groot bereik te gebruiken voor de moord. De Jakhals zeilt over de Grote Meren naar Chicago, waar hij ontsnapt aan de FBI en Mulqueen bijna weet te doden, wat Mulqueen doet besluiten dat er een mol is die de Jakhals tipt. Ze ontdekken dat Bolitonov, de directeur van de Russische ambassade in Washington D.C., de Jakhals een directe toegangscode gaf tot FBI-gegevens, waardoor hij Koslova en de FBI-agenten Witherspoon en McMurphy kan opsporen en doden. Voordat ze sterft, vertelt Koslova - die een boodschap van de Jakhals doorgeeft - dat Mulqueen dat "zijn vrouwen niet kan beschermen".
Terwijl de Jakhals naar Washington D.C. rijdt, leidt Mulqueen uit de spottende verklaring van de Jakhals af dat zijn doelwit niet directeur Brown is, maar in feite de First lady van de Verenigde Staten, die een openbare toespraak zal houden bij de opening van een nieuwe vleugel in het plaatselijke ziekenhuis. De Jakhals, die zich voordoet als een homo, gaat uit met Douglas, een man die hij eerder in een bar tegenkwam. Zonder dat Douglas het weet, gebruikt hij zijn garage om zijn machinegeweer op te slaan. Wanneer een nieuwsbericht de identiteit van de Jakhals onthult, vermoordt hij Douglas. Op de dag van de toespraak van de First lady is het wapen verstopt in een minibusje dat geparkeerd staat bij het spreekgestoelte, waarbij de Jakhals van plan is om de First lady via een afstandsbediening neer te schieten. Voordat de Jakhals zijn schot kan lossen, gebruikt Mulqueen een sluipschuttersgeweer om de scope van het wapen te vernietigen en gaat hij op jacht naar de Jakhals, terwijl Akashi, een andere scherpschutter, de brandstoftank van het busje opblaast. De Jakhals opent blindelings het vuur voordat zijn voertuig wordt vernietigd. Preston wordt neergeschoten en raakt gewond terwijl hij de First lady in veiligheid brengt. Na een achtervolging door de tunnels van de metro van Washington, confronteert Mulqueen de Jakhals, die vervolgens van achteren wordt neergeschoten door Isabella. Het pistool van de Jakhals lost echter een schot en Mulqueen raakt ook gewond. Terwijl Isabella Mulqueen verzorgt, pakt de ernstig gewonde Jakhals een reservepistool. Mulqueen ziet dit en grijpt Isabella's pistool en schiet de moordenaar meerdere keren neer, waardoor hij uiteindelijk sterft.
Een paar dagen later zijn Preston en Mulqueen getuige van de begrafenis van de Jakhals in een naamloos graf. Preston onthult dat hij terugkeert naar Rusland om Terek Murad en zijn bende te achtervolgen, en dat Mulqueens verzoek om vrijlating is afgewezen, maar dat hij waarschijnlijk naar een gevangenis met minimale beveiliging zal worden overgebracht. Preston merkt ook op dat zijn heldendaden bij het redden van de First Lady hem "onaantastbaar" hebben gemaakt binnen de FBI: wetende dat zijn huidige invloed elke terugslag tegen hem zal voorkomen, keert hij Mulqueen de rug toe, waardoor die vrijkomt.

## Rolverdeling
| Acteur           | Personage                         |
| ---------------- | --------------------------------- |
| Bruce Willis     | De Jakhals                        |
| Richard Gere     | Declan Mulqueen                   |
| Sidney Poitier   | FBI-onderdirecteur Carter Preston |
| Diane Venora     | Majoor Valentina Koslova          |
| Mathilda May     | Isabella Zancona                  |
| J. K. Simmons    | FBI-agent Timothy I. Witherspoon  |
| Richard Lineback | FBI-agent McMurphy                |
| John Cunningham  | FBI-directeur Donald Brown        |
| Jack Black       | Ian Lamont                        |
| Tess Harper      | First lady Emily Cowan            |
| Leslie Phillips  | Woolburton                        |
| Stephen Spinella | Douglas                           |
| Sophie Okonedo   | Jamaicaans meisje                 |
| David Hayman     | Terek Murad                       |
| Steve Bassett    | George Decker                     |
| Joeri Stepanov   | Viktor Politovsky                 |
| Ravil Isyanov    | Ghazzi Murad                      |
| Walt MacPherson  | Dennehey                          |
| Maggie Castle    | Maggie                            |
| Daniel Dae Kim   | Akashi                            |

## Achtergrond

### Wetenswaardigheden
- Fred Zinnemann, de regisseur van The Day of the Jackal, eiste van Universal Pictures dat de titel van de film zou worden aangepast zodat er geen verwarring kon ontstaan met zijn film. Volgens hem had zijn film inmiddels de tand des tijds doorstaan, waardoor hij vond dat er geen nieuwe film met dezelfde titel moest komen.[2].
- Frederick Forsyth, de schrijver van de originele roman waar Zinnemanns film op was gebaseerd, wilde niets met deze remake te maken hebben, en stond dan ook niet toe dat zijn naam op de aftiteling zou worden vermeld. Mede daarom vermeldt de aftiteling dat het verhaal gebaseerd is op ‘het scenario van The Day of the Jackal’.
- Sean Connery, Liam Neeson en Matthew McConaughey kregen allemaal rollen aangeboden in de film, maar sloegen deze af.
- Richard Gere kreeg aanvankelijk de rol van The Jackal aangeboden, maar wilde zelf liever de held spelen.
- Bruce Willis en Richard Gere konden niet goed met elkaar overweg op de set. Ze filmden veel van hun scènes los van elkaar. Na de opnames namen ze zich beiden voor nooit meer met elkaar samen te werken.

### Soundtrack
De soundtrack van de film werd uitgebracht door MCA Records en omvat de volgende nummers:
1. "Going Out of My Head" - Fatboy Slim
2. "Poison" - The Prodigy
3. "Superpredators (Metal Postcard)" - Massive Attack ("Metal Postcard" is een stuk uit Siouxsie And The Banshees)
4. "Star" - Primal Scream
5. "Swallowed" (Goldie/Toasted on Both Sides Mix) - Bush
6. "Joyful Girl" (Peace and Love Mix) - Ani DiFranco
7. "Shining" - Moby
8. "Dissolved girl" - Massive Attack
9. "It's Over, It's Under" - Dollshead
10. "Get Higher" - Black Grape
11. "Sunray 2" - Goldie & J Majik
12. "Shineaway" - BT met Richard Butler
13. "Red Tape" - Agent Provocateur
14. "Toothache" (Chemical Brothers remix) - The Charlatans
15. "Leave You Far Behind" - Lunatic Calm
16. "Raw Power" - Apollo Four Forty
17. "Demon's Theme" - L.T.J. Bukem

### Ontvangst
The Jackal kreeg vooral negatieve reacties van critici. Roger Ebert van de Chicago Sun-Times omschreef de film als een “platte thriller”. Ruthe Stein van de San Francisco Chronicle noemde de film “eerder onzinnig dan spannend”. Russell Smith van de Austin Chronicle omschreef The Jackal als “de saaiste film van 1997”. Op Rotten Tomatoes gaf 12% van de recensenten de film een goede beoordeling.
Qua kaartverkoop was de film wel een succes. In het openingsweekend bracht The Jackal
15.164.595 dollar op. De totale wereldwijde opbrengst kwam uit op 159.330.280 dollar, tegen een budget van 60 miljoen dollar.

## Prijzen en nominaties
In 1998 won The Jackal in Duitsland de Bogey Award.
Datzelfde jaar werd de film genomineerd voor drie Blockbuster Entertainment Awards:
- Favoriete Acteur – Suspense (Bruce Willis)
- Favoriete mannelijke bijrol – Suspense (Sidney Poitier)
- Favoriete vrouwelijke bijrol – Suspense (Diane Venora)